# 12151 Оранж-Нассау
12151 Оранж-Нассау (12151 Oranje-Nassau) — астероїд головного поясу, відкритий 25 березня 1971 року.
Тіссеранів параметр щодо Юпітера — 3,494.